# 温豪杰
温豪杰，中国大陆编剧，中国电视金鹰奖最佳电视剧编剧得主。编剧代表作有《逆水寒》、《平凡的世界》等。

## 生平
1993年毕业于北京电影学院，毕业后进入八一电影制片厂工作。